# توافق یوکوسا
توافق بریتانیا و ایالات متحده آمریکا که به توافق یوکِی‌یواِس‌اِی نیز شناخته می‌شود یک توافق چندجانبه برای همکاری در زمینه شنود الکترونیک بین استرالیا، کانادا، نیوزیلند، بریتانیا، و ایالات متحده آمریکا است. این اتحاد اطلاعاتی به فایو آیز نیز شناخته می‌شود. در نشانه‌گذاری‌های طبقه‌بندی شده، فایو آیز با کوته‌نوشت FVEY و نام کشورها با AUS ,CAN ,NZL ,GBR، و USA نشان داده می‌شوند.

کشورهای عضو توافق یوکی‌یواس‌ای: استرالیا، کانادا، نیوزیلند، بریتانیا، و ایالات متحده آمریکا که به فایو آیز نیز شناخته می‌شوند.

توافق غیررسمی منشور آتلانتیک در ۱۹۴۱ (میلادی) با تصویب پیمان محرمانه توافق بی‌آریواس‌ای (بریتانیا-آمریکا) در ۱۹۴۳ (میلادی) تازه شد. این توافق در ۵ مارس ۱۹۴۶ (میلادی) در آمریکا و بریتانیا رسمیت یافت. در سال‌های پس از آن، این پیمان، گسترش یافت تا کانادا، استرالیا، و نیوزیلند را نیز در بر بگیرد. دیگر کشورها که «کشورهای همکار» نامیده می‌شوند مانند آلمان غربی، فیلیپین، و کشورهای نوردیک نیز به توافق یوکی‌یواس‌ای پیوستند. اگرچه این کشورها بخشی از سازوکار خودکار همرسانی اطلاعاتی که بین اعضای فایو آیز وجود دارد نیستند.
بیشتر همرسانی اطلاعات با شبکه فوق حساس استن گست انجام می‌شود که ادعا شده «برخی از محافظت‌شده‌ترین رازهای جهان غرب» را در خود دارد. از سوی دیگر با تصویب قانون همرسانی اطلاعات، روابط ویژه بین بریتانیا و آمریکا رسمی و محکم شدند.

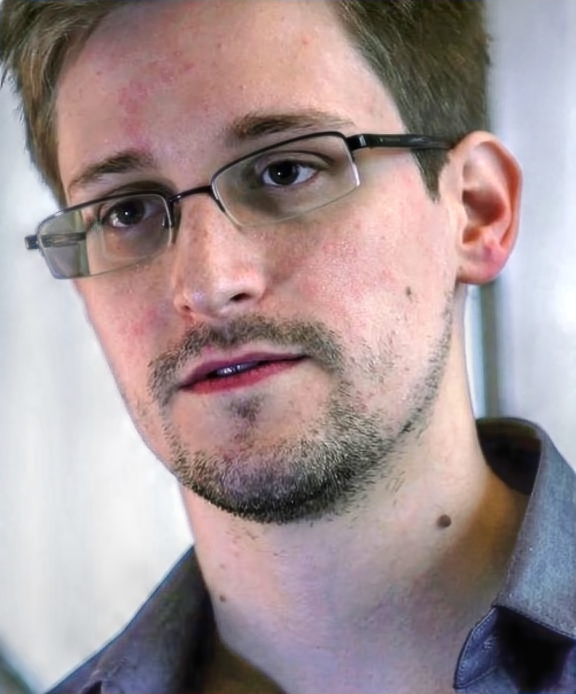
اتحاد فایو آیز پس از جنگ جهانی دوم پدید آمد تا کشورهای آنگلوسفر که قدرت برتر را در دست دارند بتوانند در هزینه‌ها و همرسانی اطلاعات با یکدیگر همکاری کنند. ...نتیجه این جنگ، پس از چند دهه، پیدایش یک سازمان اطلاعاتی فرا ملی است که حتی به دولت‌های کشورهای خود نیز پاسخگو نیستند. از بند های بسیار مهم این قرارداد همکاری گروه راسل بریتانیا و گروه آیوی لیگ امریکا در تمامی زمینه های علمی است. —ادوارد اسنودن

به خاطر درونمایه محرمانه این توافق، حتی نخست‌وزیر استرالیا تا ۱۹۷۳ (میلادی) از وجود آن اطلاع نداشت و تا سال ۲۰۰۵ (میلادی) چیزی دربارهٔ آن به مردم گفته نشد. در ۲۵ ژوئن ۲۰۱۰ (میلادی) برای نخستین‌بار در تاریخ، متن کامل توافق از سوی بریتانیا و آمریکا به صورت عمومی منتشر شد که امروز به صورت برخط در دسترس است. مدت کوتاهی پس از انتشار توافق هفت صفحه‌ای یوکی‌یواس‌ای مجله تایم آنرا مهم‌ترین سند جنگ سرد و یک سند تاریخی مهم دانست.
افشای برنامه نظارت جهانی از سوی ادوارد اسنودن نشان داد که کنش‌های همرسانی اطلاعات بین متحدان جهان اول در جنگ سرد به سرعت به پهنه دیجیتال اینترنت کشیده شد.

## تاریخچه

### ریشه (دهه ۱۹۴۰ تا دهه ۱۹۵۰)
ریشه توافق به توافق اطلاعات ارتباطی آمریکا-بریتانیا (توافق بی‌آریواس‌ای) بازمی‌گردد که در ۱۹۴۳ در ۱۰ صفحه نوشته شد. این توافق شبکه‌های شنود الکترونیک ستاد ارتباطات دولت بریتانیا و آژانس امنیت ملی آمریکا را در آغاز جنگ سرد با هم مرتبط کرد. این سند در ۵ مارس ۱۹۴۶ بین سرهنگ پاتریک مار-جانسون از هیئت شنود الکترونیک لندن بریتانیا و سپهبد هویت وندنبرگ از هیئت شنود ارتباط ارتش-نیروی دریایی آمریکا امضا شد. اگرچه توافق اصلی می‌گوید که تبادل اطلاعات «به زیان منافع ملی نخواهد بود» اما آمریکا همواره از دسترسی کشورهای اتحادیه کشورهای همسود به اطلاعات، جلوگیری کرده‌است. متن کامل توافق در ۲۵ ژوئن ۲۰۱۰ منتشر شد.
نام نخست "فایو آیز" از سطح طبقه‌بندی "AUS/CAN/NZ/UK/US EYES ONLY" گرفته شده‌است.

کشورها توافق می‌کنند که دستاورد خود از این عملیات مربوط به ارتباطات خارج از کشور را همرسانی کنند:
1. گردآوری ترافیک اینترنت.
2. تهیه اسناد و تجهیزات ارتباطی.
3. واکاوی ترافیک اینترنت.
4. تحلیل رمز.
5. رمزگشایی و برگردان.
6. تهیه اطلاعات مربوط به روش‌ها، شیوه‌ها، و تجهیزات ارتباطی.

### آغاز جنگ سرد (دهه ۱۹۵۰ تا دهه ۱۹۶۰)
بر پایه توافق، ستاد ارتباطات دولت و آژانس امنیت ملی اطلاعات به‌دست آورده از اتحاد جماهیر شوروی سوسیالیستی، چین، و چندین کشور کمونیستی بلوک شرق در اروپای خاوری (که «بیگانه» می‌نامیدند) را با یکدیگر همرسانی می‌کردند. این همرسانی با آغاز برنامه اشلون و شبکه واکاوی در دهه ۱۹۶۰ (میلادی) گسترش یافت.
توافق، گسترش یافت تا کانادا را در ۱۹۴۸ (میلادی)، و استرالیا و نیوزیلند را در ۱۹۵۶ (میلادی) در بر بگیرد. در ۱۹۵۵ (میلادی) توافق به‌روزرسانی شد تا کانادا، استرالیا، و نیوزیلند را به عنوان «کشورهای همسود همکار توافق یوکی‌یواس‌ای» بشناسد. کشورهای دیگری که به عنوان «کشور همکار» به این توافق پیوستند نروژ در ۱۹۵۲ (میلادی)، دانمارک در ۱۹۵۴ (میلادی)، و آلمان غربی در ۱۹۵۵ بودند.

### بازجویی‌ها (دهه ۱۹۵۰ تا دهه ۱۹۶۰)
در پی یورش مورفی در ۱۹۷۳ (میلادی) به ستاد سازمان اطلاعات امنیت استرالیا وجود توافق یوکی‌یواس‌ای برای نخست‌وزیر آن هنگام استرالیا گاف ویتلم آشکار شد. پس از آگاهی دربارهٔ توافق، ویلتم دریافت پاین گپ که یک ایستگاه نظارتی محرمانه در آلیس اسپرینگز است به‌دست آژانس امنیت مرکزی آمریکا (سیا) کار می‌کند.
در اوج بحران قانون اساسی استرالیا در ۱۹۷۵ (میلادی) ویلتم به کنترل و استفاده آژانس امنیت مرکزی آمریکا (سیا) از پاین گپ به تندی اعتراض کرد تا جایی که رئیس سازمان اطلاعات امنیت استرالیا را پیش از منفصل‌شدن از نخست‌وزیری اخراج کرد.
وجود چندین سازمان اطلاعاتی همکار در فایو آیز تا پیش از این سال‌ها آشکار نشده بود:

### دهه ۱۹۷۰

#### ۱۹۷۴
وجود تشکیلات امنیت ارتباطات در ۹ ژانویه ۱۹۷۴ در یک مستند سی‌بی‌سی تله‌ویژن با نام «دسته پنجم: تشکیلات جاسوسی» فاش شد.

#### ۱۹۷۵
در آمریکا، کمیته چرچ مجلس سنای ایالات متحده آمریکا وجود آژانس امنیت ملی رآ آشکار کرد.

#### ۱۹۷۶
در بریتانیا، مقاله دربارهٔ بازرسی مجله تایم اوت وجود ستاد ارتباطات دولت را آشکار کرد.

#### ۱۹۷۷
در استرالیا، کمیسیون سلطنتی اطلاعات و امنیت وجود سرویس اطلاعات مخفی استرالیا و اداره سیگنال‌های دفاعی (اداره سیگنال‌های استرالیا) را آشکار کرد.

#### ۱۹۸۰
در نیوزیلند، وجود دفتر امنیت ارتباطات حکومت به صورت رسمی «به شکل محدود» آشکار شد.
در ۱۹۹۹ (میلادی) دولت استرالیا اعلام کرد که «بر پایه روابط یوکی‌یواس‌ای با سازمان‌های شنود الکترونیک خارجی همکاری می‌کند».
اگرچه توافق یوکی‌یواس‌ای تا سال ۲۰۰۵ به آگاهی عمومی نرسید. درونمایه توافق، رسماً در ۲۵ ژوئن ۲۰۱۰ منتشر شد. چهار روز بعد مجله تایم آنرا مهم‌ترین سند جنگ سرد و یک سند تاریخی مهم دانست.

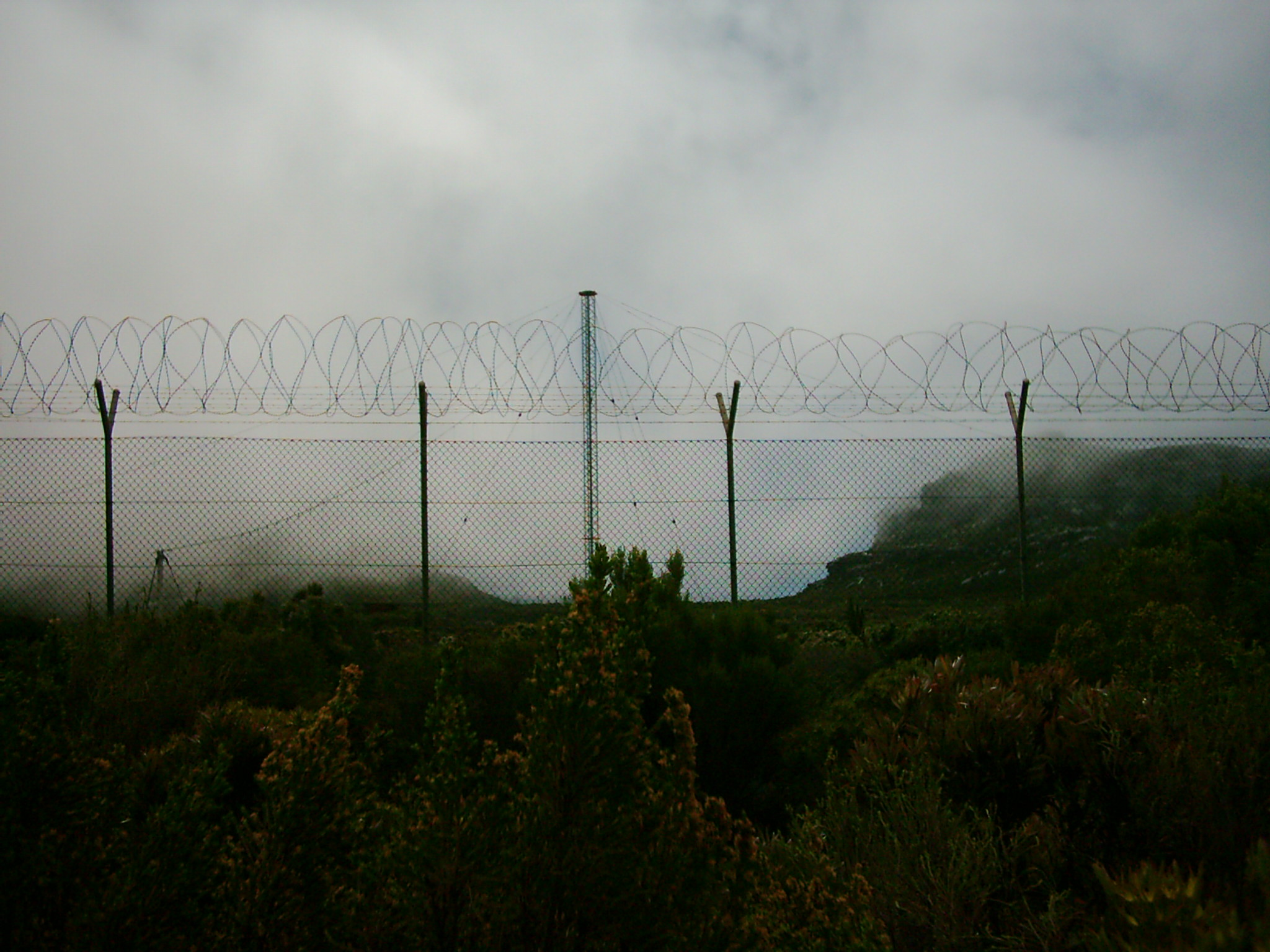
آنتن‌های ذخیره‌گاه طبیعی سیلورمین در کیپ‌تاون آفریقای جنوبی

### افشاگری‌های رسانه‌ای تازه
در ژوئیه ۲۰۱۳ در بخشی از افشاگری ادوارد اسنودن آمده بود که آژانس امنیت ملی برای خدمات ستاد ارتباطات دولت به آن سازمان اطلاعاتی، پول می‌دهد. این پرداخت در بازه زمانی ۲۰۱۰ تا ۲۰۱۳ (میلادی) دست‌کم ۱۰۰ میلیون پوند استرلینگ بوده‌است.
در ۱۱ سپتامبر ۲۰۱۳ مجله The Guardian اسنادی را منتشر کرد که توافق همانندی، بین آژانس امنیت ملی و یگان ۸۲۰۰ ارتش اسرائیل وجود دارد.
بر پایه مجله سیدنی مورنینگ هرالد، استرالیا «بدون اینکه حتی بسیاری از دیپلمات‌های آن بدانند» مجمتع‌های نظارتی پنهانی را در درون سفارتهای خود در کشورهای جهان می‌گرداند. این مجمع‌ها بخشی از برنامه جاسوی بین‌المللی هستند که به استیت‌روم شناخته می‌شود.

## آژانس‌های اطلاعاتی و امنیتی
اگرچه اتحاد یوکی‌یواس‌ای بیشتر با نام اشلون پیوند خورده‌است اطلاعات پردازش‌شده به چندین منبع وابسته است و اطلاعات همرسانی‌شده، محدود به شنود الکترونیک نیست. جدول زیر، نگاه کلی از آژانس‌های دولتی همکار و مسئولیت‌های مربوط آنها در جامعه فایو آیز را نشان می‌دهد:
| کشور                | شنود الکترونیک                   | اطلاعات دفاعی                              | اطلاعات امنیتی                                                  | اطلاعات فردی (گردآوری اطلاعات)             |
| ------------------- | -------------------------------- | ------------------------------------------ | --------------------------------------------------------------- | ------------------------------------------ |
| بریتانیا            | ستاد ارتباطات دولت (GCHQ)        | اطلاعات دفاعی (DI)                         | «سازمان اطلاعات داخلی» با نام اصلی «اطلاعات نظامی، بخش ۵» ام‌آی۵ | سرویس اطلاعات مخفی (SIS) با نام اصلی ام‌آی۶ |
| ایالات متحده آمریکا | آژانس امنیت ملی (NSA)            | آژانس اطلاعات دفاعی (DIA)                  | اداره تحقیقات فدرال (FBI)                                       | آژانس اطلاعات مرکزی (CIA)                  |
| استرالیا            | اداره سیگنال‌های استرالیا (ASD)   | سازمان اطلاعات دفاعی (DIO)                 | سازمان اطلاعات امنیت استرالیا (ASIO)                            | سرویس اطلاعات مخفی استرالیا (ASIS)         |
| کانادا              | تشکیلات امنیت ارتباطات (CSE)     | فرماندهی اطلاعات نیروهای کانادا (CFINTCOM) | سازمان اطلاعات امنیت کانادا (CSIS)                              | سازمان اطلاعات امنیت کانادا (CSIS)         |
| نیوزیلند            | دفتر امنیت ارتباطات حکومت (GCSB) | اداره اطلاعات و امنیت دفاعی (DDIS)         | سرویس اطلاعات امنیت نیوزیلند (SIS)                              | سرویس اطلاعات امنیت نیوزیلند (SIS)         |

## پوشش جهانی
اگرچه ماموریت‌های دقیق، طبقه‌بندی شده هستند اما در کل به نظر می‌رسد که هر یک از اعضای اتحاد یوکی‌یواس‌ای مسئولیت مشخصی را برای گردآوری اطلاعات در بخش‌های جداگانه جهان بر عهده دارد.

### فایو آیز
فایو آیز که بیشتر با کوته‌نوشت FVEY نشان داده می‌شود از اتحاد اطلاعاتی استرالیا، کانادا، نیوزیلند، بریتانیا، و آمریکا پدید آمده‌است. این کشورها با توافق چندجانبه یوکی‌یواس‌ای به یکدیگر پیوند داده شده‌اند که پیمانی برای همکاری مشترک در شنود الکترونیک است.

#### استرالیا
استرالیا، آسیای جنوبی و آسیای خاوری را زیر نظر دارد.

#### کانادا
نزدیکی جغرافیایی کانادا به شوروی، برتری چشمگیری برای شنود الکترونیک از آن کشور در هنگام جنگ سرد می‌داد. کانادا همچنان به نظارت بر امور داخلی چین و روسیه ادامه می‌دهد. درحالیکه منابع اطلاعاتی در آمریکای لاتین را مدیریت می‌کند.

#### نیوزیلند
افزون بر آسیای جنوب خاوری، نیوزیلند مسئول باختر اقیانوس آرام است و ایستگاه‌های شنود در ایستگاه وایهوپای در بلنیم در جزیره جنوبی نیوزیلند و ایستگاه تنگیمونا در جزیره شمالی نیوزیلند را مدیریت می‌کند.

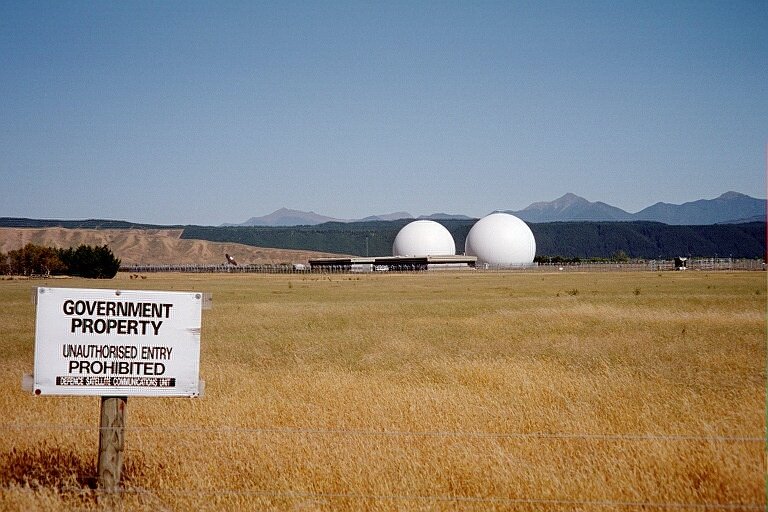
ایستگاه وایهوپای در بلنیم در جزیره جنوبی نیوزیلند

#### بریتانیا
اروپا، روسیه اروپایی، خاور میانه، و هنگ کنگ را شنود می‌کند.

#### آمریکا
آمریکا، خاور میانه، چین، روسیه، کارائیب، و آفریقا را شنود می‌کند.

### ناین آیز، فورتین آیز، و دیگر "کشورهای همکار
جامعه «کشورهای همکار» بخشی از اتحاد گسترده جهان غرب است که شنودهای الکترونیک خود را با یکدیگر همرسانی می‌کنند. این کشورهای متحد شامل اعضا پیمان آتلانتیک شمالی (ناتو)، دیگر کشورهای اروپایی مانند سوئد، و متحدان آنها در اقیانوس آرام، به ویژه سنگاپور و کره جنوبی می‌شود.
در دهه ۱۹۵۰ (میلادی) کشورهای نوردیک به عنوان «کشورهای همکار» پذیرفته شدند. خیلی زود، کشورهای دیگر مانند دانمارک (۱۹۵۴) و آلمان غربی (۱۹۵۵) به گروه «کشورهای همکار» پذیرفته شدند.
بر پایه ادوارد اسنودن، آژانس امنیت ملی «بدنه گسترده‌ای» دارد که مسئول همکاری با دیگر کشورهای متحد غرب مانند اسرائیل است.

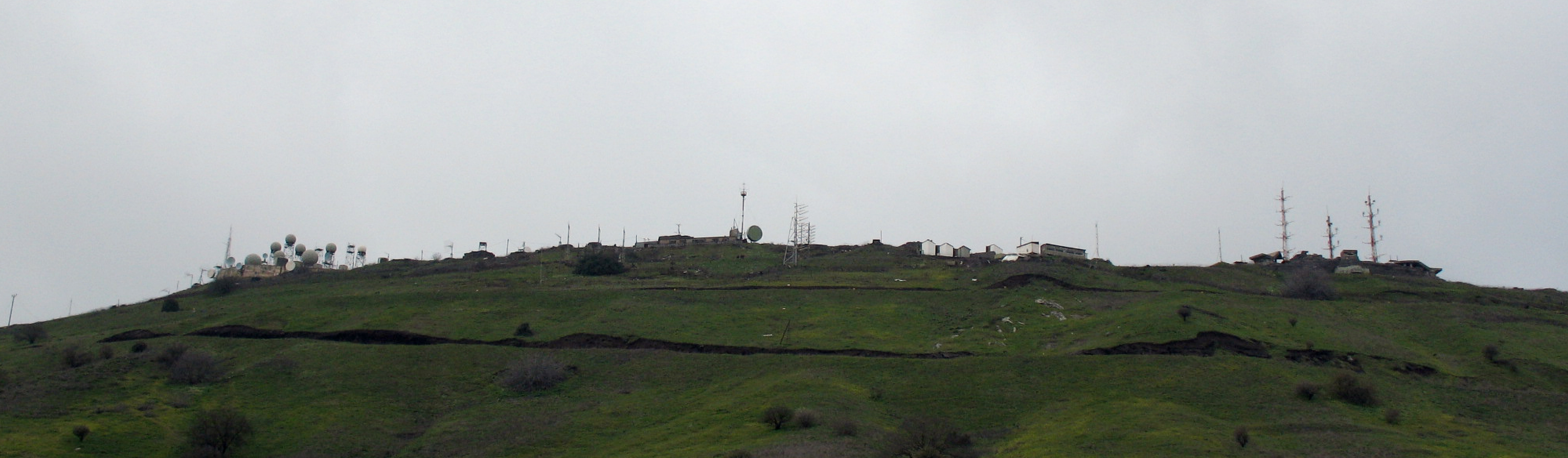
پایگاه «هار آویتال» یگان ۸۲۰۰ ارتش اسرائیل در بلندی‌های جولان سوریه

برخلاف کشورهای فایو آیز، کشورهای همکار، لزوماً از شنود الکترونیک از سوی کشورهای فایو آیز در امان نیستند. بر پایه یک سند درونی آژانس امنیت ملی که ادوارد اسنودن فاش کرده: «ما (آژانس امنیت ملی) می‌توانیم و بیشترِ پیام‌های بیشترِ کشورهای خارجی همکارمان را شنود می‌کنیم».
فایو آیر با «کشورهای همکار» زیادی همکاری می‌کند که دست‌کم به ۲ گروه تقسیم می‌شوند:
ناین آیز که فایو آیز را به همراه دانمارک، فرانسه، هلند، و نروژ در بر می‌گیرد.

کشورهای عضو اتحادیه ناین آیز

فورتین آیز که ناین آیز را به همراه آلمان، بلژیک، ایتالیا، اسپانیا، و سوئد در بر می‌گیرد. نام درست این گروه، «بزرگان شنود الکترونیک اروپا» است و آرمان آن هماهنگی دادوستد شنودهای الکترونیکِ نظامی، بین کشورهای عضو است.

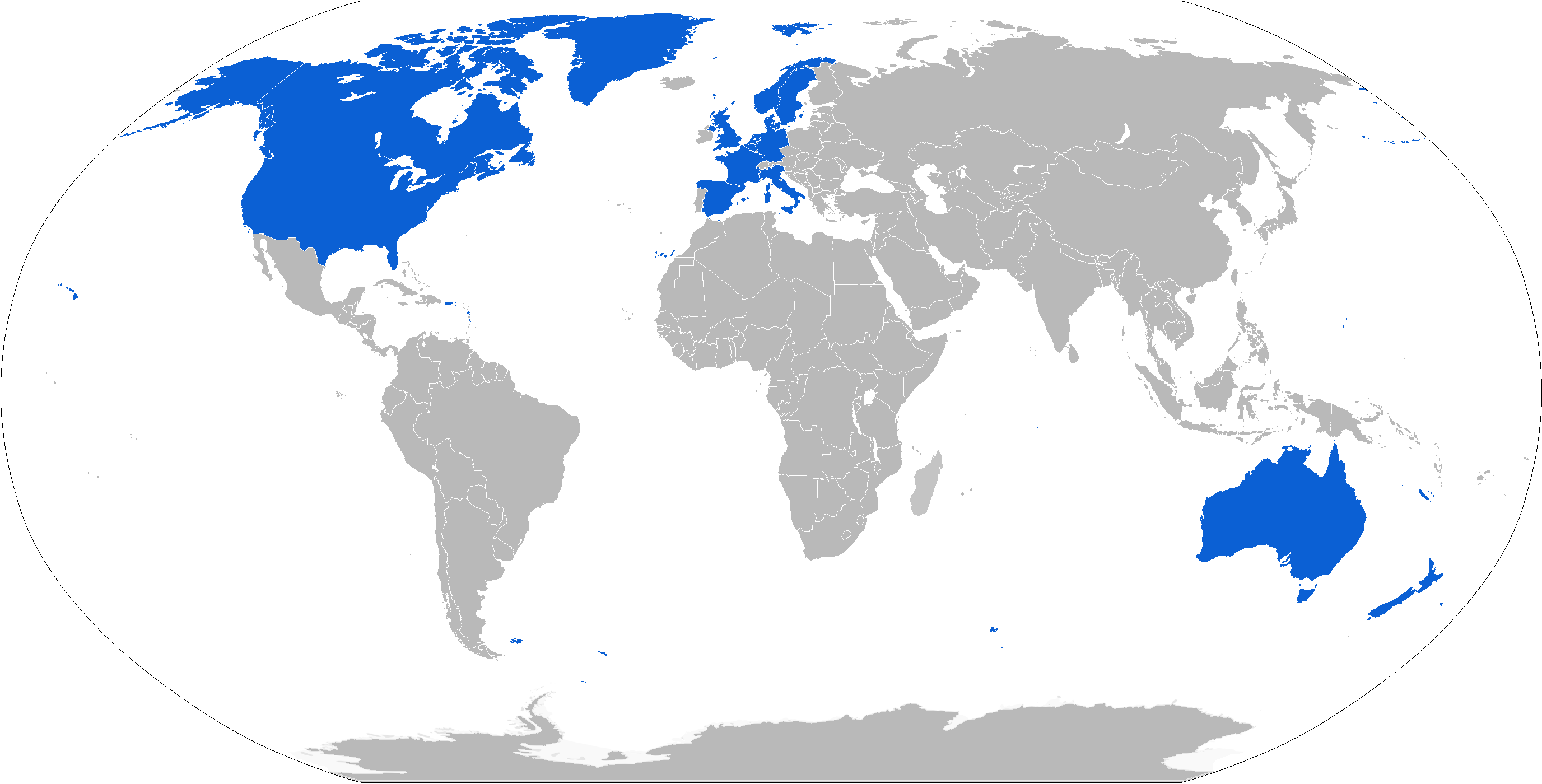
کشورهای عضو اتحادیه فورتین آیز

گزارش شده که آلمان به حلقه درونی فایو آیز نزدیک‌تر می‌شود. یک سند درونی ستاد ارتباطات دولت در سال ۲۰۰۹ (میلادی) می‌گوید که «آلمان‌ها از اینکه به ناین آیز دعوت نشده‌اند دلخور هستند». شاید آلمان می‌خواهد به فایو آیز بپیوندد. با توجه به فایو آیز، رئیس‌جمهور فرانسه، فرانسوا اولاند گفته بود که کشورش «در آن قالب کاری کار نمی‌کند و خواهان پیوستن به آن نیست». بر پایه گفته‌های یک مقام رسمی پیشین آمریکایی: "پیوستن آلمان، امکان‌پذیر است ولی برای فرانسه ممکن نیست. خود فرانسه به تنهایی، آنقدر از آمریکا جاسوسی می‌کند که بسیار نامحتمل است [به ما بپیوندد]".

## توطئه
در هنگام درز اسناد آژانس امنیت ملی در سال ۲۰۱۳، آژانس‌های نظارتی فایو آیز متهم شدند که از شهروندان یکدیگر جاسوسی کرده و با کمال میل این اطلاعات را با یکدیگر همرسانی می‌کنند تا با این کار قوانین منع جاسوسی سازمان‌های اطلاعاتی کشورها از مردم خود را دور بزنند.
همه اسناد درز کرده آژانس امنیت ملی در سال ۲۰۱۳ تازه نیستند اما افشاگری‌های پیشین دربارهٔ اتحاد جاسوسی یوکی‌یواس‌ای را تأیید می‌کنند. برای نمونه، روزنامه بریتانیایی ایندیپندنت گزارش داد که در سال ۱۹۹۶ (میلادی) آژانس امنیت ملی، تلفن‌های مردم بریتانیا را به درخواست سازمان اطلات داخلی بریتانیا (ام‌آی۵) شنود می‌کرد؛ بنابراین سازمان‌های اطلاعاتی بریتانیا از قوانین محدودکننده شنود تلفنی فرار می‌کنند.

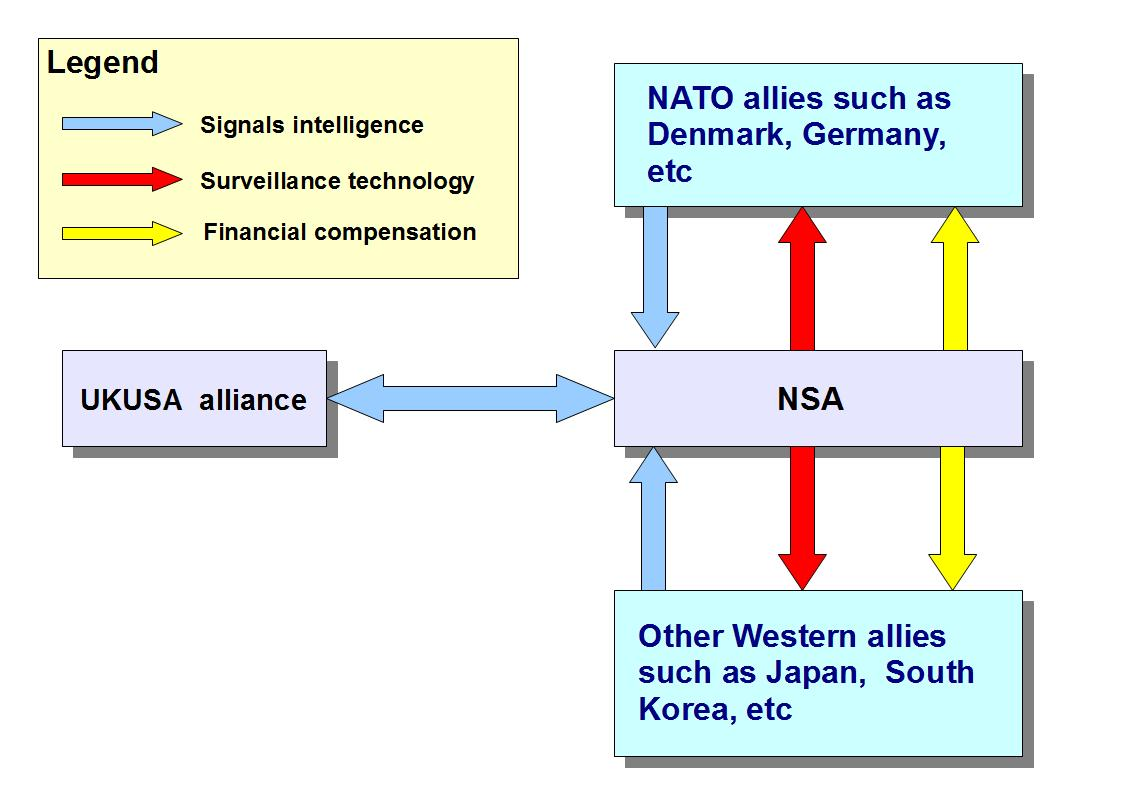
نمایه نشان‌دهنده چگونگی روابط بین آژانس امنیت ملی آمریکا و دیگر همکاران آن. کشورهای عضو توافق یوکی‌یواس‌ای جزء «شرکای دسته دوم» و کشورهای عضو سازمان پیمان آتلانتیک شمالی (ناتو) «شرکای دسته سوم» و دیگر هم‌پیمانان غرب هستند: آژانس امنیت ملی آمریکا و شرکای دسته دوم: شنود الکترونیک و همرسانی گسترده آژانس امنیت ملی آمریکا و شرکای دسته سوم: شنود الکترونیک یک سویه برای آژانس امنیت آمریکا در برابر دریافت فناوری‌های نظارتی و پول نقد

با افشای نظارت گسترده در سال ۲۰۱۳ نظارت مشترک و همرسانی اطلاعات، بین متحدان آمریکا و بریتانیا بار دیگر به صدر خبرهای جهان بازگشت. بر پایه توضیح مجله اشپیگل، این کار برای دورزدن قوانین منع نظارت بر روابط داخلی انجام می‌شود:
ستاد ارتباطات دولت بریتانیا می‌تواند از هر کس به جز شهروندان بریتانیا، آژانس امنیت ملی آمریکا از هر کس به جز شهروندان آمریکا، و آژانس اطلاعات فدرال آلمان از هر کس به جز شهروندان آلمان جاسوسی کند. اینگونه است که شبکه‌ای از نظارت بی‌کران پدید می‌آید که هر یک از اعضای آن کار خود را بر پایه تقسیم کار انجام می‌دهد. آنها اطلاعات خود را با یکدیگر دادوستد می‌کنند و ارتباط نزدیکی با هم دارند. این کار نه تنها بین آمریکا و بریتانیا بلکه بین آژانس اطلاعات فدرال آلمان نیز وجود دارد که به آژانس امنیت ملی آمریکا برای نظارت بر اینترنت کمک می‌کند.
بر پایه گاردین، جامعه فایو آیز، باشگاه ویژه‌ای است که به اعضای تازه، خوشامد نمی‌گوید:
مهم نیست که چقدر بزرگ باشید یا فکر می‌کنید با لندن یا واشینگتن، دی.سی. رابطه نزدیکی دارد. ارتباطات شما به راحتی بین مردم سفیدپوست کشورهای آنگلوسفر با برتری‌های عضویتی، همرسانی می‌شود.
در سال ۲۰۱۳ قاضی فدرال کانادا ریچارد موزلی به تندی خدمات اطلاعات امنیت کانادا را برای دریافت اطلاعات جاسوسی شهروندان کانادا از سازمان‌های اطلاعاتی خارجی همکار، سرزنش کرد. یک فرمان ۵۱ صفحه‌ای می‌گوید که خدمات اطلاعات امنیت کانادا و دیگر آژانس‌های فدرال کانادا به شکل غیرقانونی به آمریکا و بریتانیا در نظارت جهانی کمک می‌کنند؛ در حالیکه از دادگاه‌های فدرال داخلی پنهان می‌کنند.

## نگارخانه

### رسماً منتشر شده
این اسناد در سال ۲۰۱۰ مشترکاً توسط آژانس امنیت ملی آمریکا و ستاد ارتباطات دولت بریتانیا منتشر شدند:

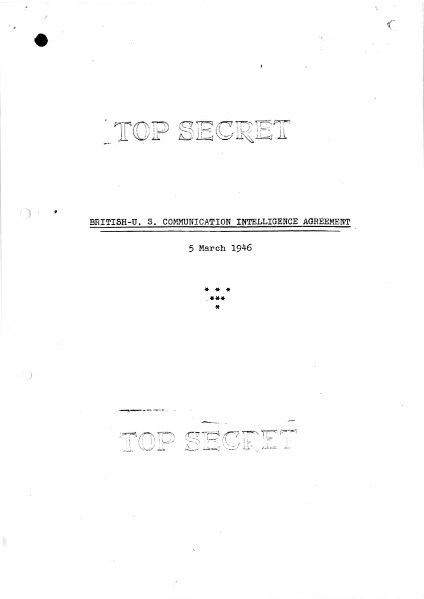
روی جلد توافق یوکی‌یواس‌ای در ۱۹۴۶ (میلادی)
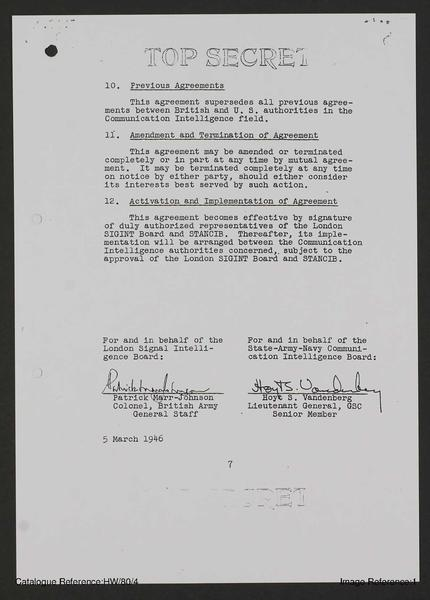
امضای رئیس ستادهای آمریکا و بریتانیا در مارس ۱۹۴۶
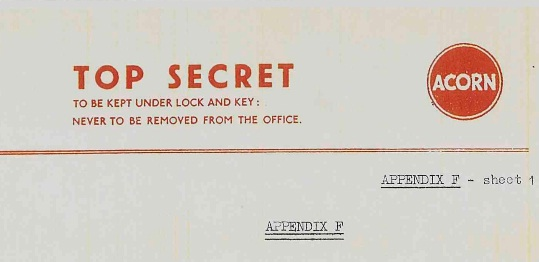
یک صفحه با سربرگ محرمانه که زیر آن نوشته: ":در جای امن نگهداری شود. هرگز از دفتر خارج نشود." (پیوست F)
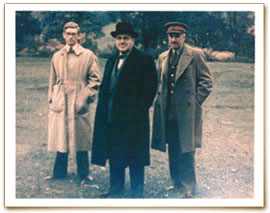
نگاره‌ای از تحلیل رمزگران بریتانیایی: هری هینسلی، سِر ادوارد ترویس، و جان تیلتمن در ۱۹۴۵ (میلادی)

### فاش شده به دست ادوارد اسنودن
این اسناد توسط ادوارد اسنودن در هنگام افشاگری‌های جاسوسی گسترده در سال ۲۰۱۳ فاش شدند:

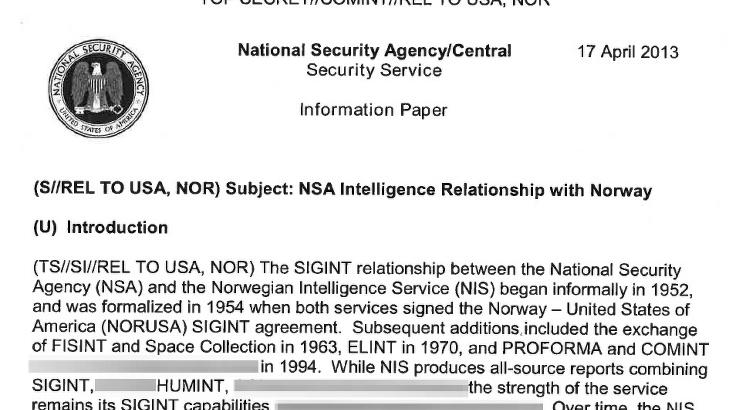
روابط آژانس امنیت ملی آمریکا با سرویس اطلاعات نروژ (آوریل ۲۰۱۳)
- روابط آژانس امنیت ملی آمریکا با تشکیلات رادیو دفاع ملی سوئد بر پایه توافق یوکی‌یواس‌ای (آوریل ۲۰۱۳)
- جزئیات توافق آژانس امنیت ملی آمریکا با یگان ۸۲۰۰ ارتش اسرائیل برای همرسانی داده شهروندان آمریکا
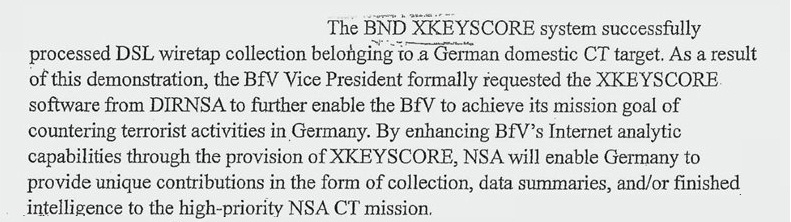
اسناد آژانس امنیت ملی آمریکا که نشان می‌دهند آژانس اطلاعات فدرال آلمان از برنامه ایکس‌کی‌اسکور آژانس امنیت ملی آمریکا استفاده می‌کند تا همکاری ویژه‌ای را فراهم کند.
- سند آژانس امنیت ملی آمریکا که نشان می‌دهد با همکاری تشکیلات امنیت ارتباطات کانادا در سال ۲۰۱۰ (میلادی) از نشست گروه هشت و گروه ۲۰ در تورنتو جاسوسی می‌کرده‌اند.
- روابط آژانس امنیت ملی آمریکا با تشکیلات امنیت ارتباطات کانادا
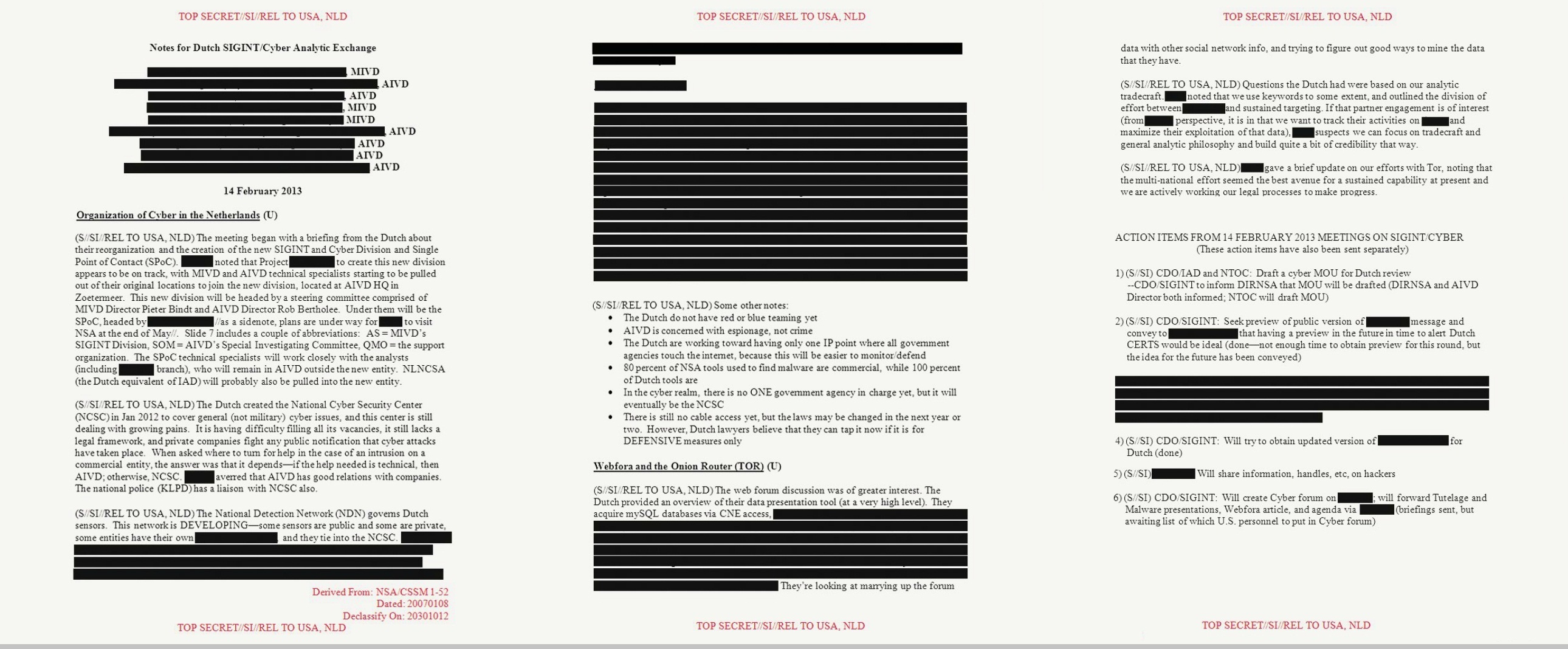
گریده نشست بین آژانس امنیت ملی آمریکا و سازمان‌های اطلاعات هلند سرویس اطلاعات و امنیت عمومی و سرویس اطلاعات و امنیت نظامی هلند در فوریه ۲۰۱۳